# Олимпийская арена Рио
Олимпийская арена Рио (порт. Arena Olímpica do Rio; с 2008 года в соответствии с договором о правах на имя — HSBC-арена) — многоцелевой спортивно-концертный комплекс в Рио-де-Жанейро (Бразилия). Открыт в июле 2007 года, максимальная вместимость 18 тысяч зрителей. Комплекс принимал соревнования Панамериканских игр 2007 года, Всемирных военных игр 2011 года и гимнастические соревнования летних Олимпийских игр 2016 года.

## Общее описание
Олимпийская арена Рио расположена в Олимпийском парке Рио-де-Жанейро. Её строительство продолжалось с февраля 2006 по конец июня 2007 года и обошлось городской казне в 126 миллионов реалов. Олимпийская арена Рио является крупнейшей крытой ареной города. Общая площадь комплекса составляет около 65 000 м². Минимальные габариты центрального помещения 60*40*16 м, тренировочного зала — 32*42*16 м. В комплекс входят также многоцелевые помещения, испльзуемые как для тренировок, так и для корпоративных мероприятий (площадь на первом этаже 1360 м° и до 3000 посадочных мест, на втором 880 м², разделённых между двумя помещениями по 600 посадочных мест). Вокруг главной арены расположены по 200 мест для важных гостей и прессы, 53 ложи общей вместимостью 1118 мест и ещё 12 988 постоянных и 1984 съёмных посадочных места. На концертных мероприятиях число зрителей может быть доведено до 18 тысяч. Главная арена оснащена электронным табло размерами 4,47*3,44 м. Здание оборудовано восемью лифтами и четырьмя пандусами для доступа инвалидных колясок, а также стоянкой на 1300 парковочных мест.
С октября 2008 года до начала олимпийских мероприятий 2016 года комплекс арендуется банковским концерном HSBC и носит название HSBC-арена.

## Спортивные события
Вскоре после открытия Олимпийская арена Рио принимала соревнования по баскетболу и гимнастике Панамериканских игр 2007 года. В этом же комплексе проходили чемпионат мира по дзюдо 2007 года и Всемирные военные игры 2011 года и запланировано проведение гимнастических турниров Олимпийских игр 2016 года и баскетбольного турнира Паралимпийских игр 2016 года. В октябре 2013 года на HSBC-арене пройдёт выставочный матч НБА с участием команд «Чикаго Буллз» и «Вашингтон Уизардс». HSBC-арена также принимала бои Ultimate Fighting Championship и матчи национального чемпионата по баскетболу с участием многократных чемпионов Бразилии — команды «Фламенго». В ноябре 2022 года на этой арене проводится плей-офф турнира серии Major по компьютерной игре Counter-Strike: Global Offensive.

## Культурная программа
HSBC-арена была местом концертов звёзд эстрады и рок-музыки. Здесь выступали Боб Дилан, Cat Power, Бейонсе, Эрик Клэптон, Джо Кокер, Роберт Плант, Дайана Росс, группы Queen, R.E.M., Dave Matthews Band, Green Day, Kiss, The Cure, Paramore и другие исполнители.
HSBC-арена была местом проведения конкурса красоты «Мисс Рио-де-Жанейро»